# Тони Ролт
Тони Ролт (на английски: Tony Rolt) е бивш британски автомобилен състезател, пилот от Формула 1. Роден на 16 октомври 1918 г. в Бордън, Великобритания.

## Формула 1
Тони Ролт прави своя дебют във Формула 1 в Голямата награда на Великобритания през 1950 г. В световния шампионат записва 3 състезания като не успява да спечели точки, състезава се за отборите на Роб Уокър и Коно, и с частен ЕРА.